# Paranayguas
Los Paranaygua, Paranáes autodenominados Aváes es un pueblo indígena guaraní láguido que habita actualmente en Paraguay, aunque anteriormente vivían en Argentina, el suroeste de Bolivia y el estado de Paraná en Brasil.

## Historia
Los Paranáes eran conocidos por ser aliados principales de los Guaraníes, aunque también fueron de los españoles cuando estos últimos llegaron a Asunción, eran pescadores que pescaban en los ríos Paraguay y Paraná, que aterrorizaban a los Agacés de lo que hoy en día es Asunción, los Paraná eran grandes amigos de los Carios, con los cuales aumentaron los lazos con los españoles, El científico Suizo Moisés Bertoní hablaba de los Paranáes;

"Los Paranaes o Paranayguá, todos guerreros indómitos, de muy robusta constitución y aventajada estatura, y al mismo tiempo de muy buena índole, clara inteligencia, alta moralidad y fina cultura, cualidades que hoy todavía se pueden ver en sus descendientes...".

         "En realidad las armas españolas nunca pudieron someterlos; ingresaron, al fin, por medio de la catequización y por voluntad propia"
Moisés Bertoní

Los descendientes de los indios paranáes son los denominados Chiripá.